# 胡安·卡洛斯·莱穆斯
胡安·卡洛斯·莱穆斯（西班牙語：Juan Carlos Lemus，1966年5月6日—），古巴前男子拳击运动员。他曾代表古巴参加1992年夏季奥林匹克运动会拳击比赛，获得男子71公斤级金牌。